# Melanagromyza damnata
Melanagromyza damnata este o specie de muște din genul Melanagromyza, familia Agromyzidae, descrisă de Spencer în anul 1961.
Este endemică în Mozambic. Conform Catalogue of Life specia Melanagromyza damnata nu are subspecii cunoscute.